# Xã Coburn, Quận Ransom, Bắc Dakota
Xã Coburn (tiếng Anh: Coburn Township) là một xã thuộc quận Ransom, tiểu bang Bắc Dakota, Hoa Kỳ. Năm 2010, dân số của xã này là 61 người.